# Liste der Monuments historiques in Kienheim
Die Liste der Monuments historiques in Kienheim führt die Monuments historiques in der französischen Gemeinde Kienheim auf.

## Liste der Objekte
| Bezeichnung | Beschreibung                                | Standort             | Kennzeichnung | Schutzstatus | Datum | Bild |
| ----------- | ------------------------------------------- | -------------------- | ------------- | ------------ | ----- | ---- |
| Glocke      | Bronze, 1698 von Johann Peter Edel gegossen | in der Kirche (Lage) | PM67001724    | Inscrit      | 1996  |      |